# Első champagne-i csata
Az első champagne-i csata az első világháború egyik nagy csatája volt, amely 1914. december 20-án kezdődött a Franciaországban védekező német csapatok és a francia alakulatok között.

## Előzmények
1914 végére a nyugati front nyugalomba jutott. A Flandriában lezajlott első ypres-i csata annyira kimerítette a harcoló feleket, hogy a nyugati fronton felhagytak a kezdeményezéssel. A francia hadvezetés csapatai megerősítésével igyekezett pótolni a veszteségeket. A németek tél közepén nehéz helyzetbe kerületek a keleti fronton, ezért csapatokat csoportosítottak át keletre. Sikerrel. A német csapatok februárban sikeres harcokat vívtak az orosz fennhatóság alatt álló Lengyelországban. Szorult helyzetbe került szövetségesük megsegítésére indították a franciák a champagne-i támadást. Céljuk volt, hogy kedvezőbb pozíciókat nyerjenek a Reims és Verdun környéki frontszakaszon, illetve hogy a németek lekötésével megakadályozzák azok csapatainak átcsoportosítását keletre és ezzel elkerüljék Oroszország súlyos vereségét.
A franciák támadását majdnem meghiúsította a németek egy kisebb áttörési akciója Soissons közelében, amelyet azonban sikerült gyorsan felszámolni.

## Az I. champagne-i csata
1915. február 16-án a Reimstől délkeletre állomásozó francia tüzérség zárótüzet zúdított a német állásokra. A háború során először alkalmazták a zárótűz taktikáját, de nem értek el vele áttörést. A németek lövészárkaikban átvészelték a támadást. A zárótűz befejezése után előbújó katonáknak még elég idejük volt arra, hogy felkészüljenek a várható rohamra. Az egy hetes zárótűz után több hullámban indultak meg a szárazföldi csapatok műveletei, francia szempontból katasztrofális eredménnyel. A németek óriási veszteségeket okoztak a támadó francia gyalogságnak. A támadás egy hetében a franciáknak mindössze 2 km mélyen és 8 km szélességben sikerült beverekedni magukat a német állások közé.
A németek a csata során „csak” 45 000 embert veszítettek. Ők csaknem mindannyian a frontvonalról kerültek ki. A francia veszteség – szinte felfoghatatlan mértékű – 240 000 fő volt. Joffre a szörnyű veszteségadatok hallatán március 20-án leállíttatta a támadásokat.

## Következmények
A champagne-i csata során másodszor szembesült a francia közvélemény az állóháború jelentette hihetetlen veszteségadatokkal. Franciaország teljes kudarcot vallott ebben a csatában. Nem törte át a frontot és nem sikerült megkönnyítenie orosz szövetségesének dolgát. Németország csak áprilisban a második ypres-i csata során kísérelt meg ellentámadást.